# Amphiprion akindynos
Amphiprion akindynos és una espècie de peix de la família dels pomacèntrids i de l'ordre dels perciformes. Es troba al Pacífic occidental: est d'Austràlia (Gran Barrera de Corall i nord de Nova Gal·les del Sud), Nova Caledònia, les Illes Loyauté i Tonga.
Viu en zones de clima subtropical (10°S - 32°S), a 1-25 m de fondària i associat a les anemones Entacmaea quadricolor, Heteractis aurora, Heteractis crispa, Heteractis magnifica, Stichodactyla haddoni i Stichodactyla mertensii. Els mascles poden assolir 9 cm de llargària total.
Pot ésser criat en captivitat.